# Aeolothrips kuwanaii
Aeolothrips kuwanaii är en insektsart som beskrevs av Dudley Moulton 1907. Aeolothrips kuwanaii ingår i släktet Aeolothrips och familjen rovtripsar. Inga underarter finns listade i Catalogue of Life.